# Игумен
Игумен (на гръцки: ηγούμενος) е изборен ръководител, настоятел на християнски православен мъжки манастир. В някои поместни православни църкви е и йерархична титла за заслуги. Начело на женските манастири се избира игумения (нар. игуменка), със същите правомощия. Към игумена (и архимандрита) е прието да се използва обръщението „Ваше Високопреподобие“.
В католическата църква на длъжността на игумена съответства тази на абата (в девическите манастири - абатеса).
Първоначално игуменът не е бил задължително свещеник, но по-късно са започнали да го избират единствено измежду йеромонасите. Преди 1874 г. тази длъжност се прилагала във всеки православен манастир, но през 1874 г. руските манастири били частично секуларизирани и разделени на три категории: ръководител на манастир от трети, най-нисък клас се наричал игумен. Ръководителите на манастири от втори и първи клас се наричали архимандрит. В по-късно време званието понякога е просто почетно и длъжността невинаги е свързана с управлението на манастира.
През 2011 година Архиерейският събор на Руската православна църква отменя занапред сан игумен като йерархична награда и реши да посвети в игумен не само иеромонахи, но и архимандрити и дори епископи, ако те влязат в управлението на манастира. Едновременно с игуменството трябва да бъде връчена тояга.